# Mahir Çayan

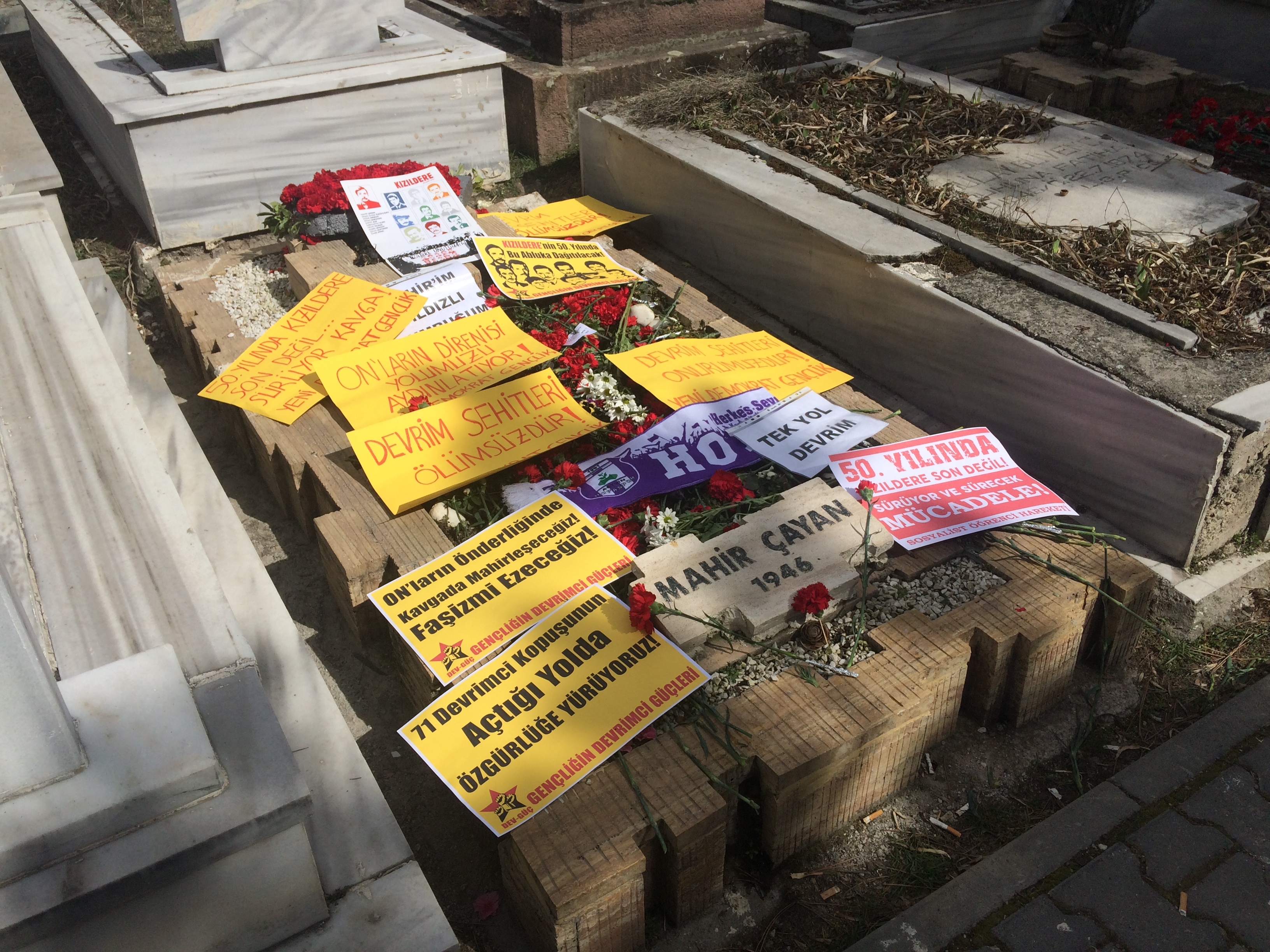
Grób Mahira Çayana w 2022

Mahir Çayan (ur. 15 marca 1946 w Samsun, zm. 30 marca 1972 w Kızıldere w prowincji Tokat) – turecki działacz polityczny, rewolucjonista, przywódca Partii i Frontu Wyzwolenia Turków (THKP-C).

## Życiorys
Uczęszczał do liceum Haydarpaşa w dzielnicy Üsküdar w Stambule. W 1964 został stypendystą Szkoły Nauk Politycznych Uniwersytetu w Ankarze. Wstąpił do Partii Pracujących Turcji (TİP) i Federacji Klubów Idei (tur. Fikir Kulüpleri Federasyonu). Przeprowadził wiele demonstracji przeciwko NATO i imperializmowi USA. Pod bezpośrednim wpływem rewolucji kubańskiej propagował w TIP tezę „Narodowej Demokratycznej Rewolucji”. W 1971 współzałożył Partię i Front Wyzwolenia Turków (THKP-C) i czasopismo „Kurtulus” oraz zorganizował kilka akcji partyzantki miejskiej. Po puczu wojskowym w marcu 1971 roku THKP porwało konsula generalnego Izraela, Ephrahima Elroma.
W 1972, aby zapobiec egzekucji Deniz Gezmiş, Hüseyina İnanema i Yusufa Aslanema, 11 bojowników Partii i Frontu Wyzwolenia Turków i Ludowej Armii Wyzwolenia Turcji (THKO), wśród nich Ertuğrul Kürkçü oraz Çayan, porwały trzech brytyjskich techników, którzy pracowali w ośrodku wojskowym. Wszyscy w grupie, łącznie z zakładnikami, z wyjątkiem Ertuğrula Kürkçü, zginęli w strzelaninie z tureckim wojskiem w Kızıldere w prowincji Tokat.